# Zwentendorfi atomerőmű
Az 1970-es években épített Zwentendorfi atomerőmű (németül: Kernkraftwerk Zwentendorf) Ausztria egyetlen atomerőműve. A létesítmény már közvetlenül befejezés előtt állt, amikor egy népszavazás megtiltotta az országban az atomenergia használatát. Az erőmű egyetlen  kilowattórányi elektromos energiát sem szolgáltatott 2009-ig, és azóta naperőműként működik.

## Története

### Az építkezés
Az 1970-es évek elején Ausztria három atomerőmű megépítésével számolt, hogy az ország egyre növekvő energiaigényét kielégítse. Az atomerőmű építését már az 1960-as években, Joseph Klaus vezetése alatt tervezte az osztrák kormány, ám a létesítésről szóló konkrét döntés csak 1971-ben, Bruno Kreisky kancellársága idején született meg. Elsőként 1972. április 4-én, az Alsó-Ausztriában, a Duna partján fekvő Zwentendorfban kezdődött meg az építkezés, amelynek befejezését 1976-ra tervezték. Az erőmű építésére létrehozott társaságot fele részben a tartományok, fele részben az osztrák szövetségi állam birtokolta. Az erőművet bruttó 723 MW teljesítményre, az országos energiaigény 10%-ának kielégítésére méretezték, felépítésére 5,2 milliárd osztrák schillinget különítettek el a tulajdonosok. A reaktor építését a Siemens AG, a reaktor konténment épületének elkészítését a Voestalpine konszern vállalta. A létesítmény 1978-ra igen magas készültségi szintet ért el, az év januárjában fokozott biztonsági intézkedések mellett a reaktorban elhelyezték az első nyolc uránrudat.

### Népszavazás
A zwentendorfi létesítmény építésével párhuzamosan egyre erősödött az atomenergia felhasználását ellenzők hangja. Természetvédők, békeaktivisták, nőszervezetek és az 1970-es években szárnyait bontogató zöld politika is felemelte hangját az atomerőmű ellen. A fővárosban és Tulln városában hétről-hétre növekvő, többezres tömeget megmozgató tiltakozások kezdődtek, az osztrák közvélemény figyelme pedig egyre inkább az erőmű felé fordult. A kormány egyre kellemetlenebb helyzetbe került, amikor az ellenzők az elhasznált nukleáris fűtőanyag elhelyezésének megoldatlanságára hívták fel a figyelmet. (Ausztria egyetlen települési közössége sem vállalta, hogy területén elhelyezhetik a kiégett fűtőelemeket, ezért a kormányzatnak az igen drága külföldi lerakást kellett választania, ám így elveszni látszott a külföldtől való energetikai függetlenség kitűzött célja.) A növekvő tiltakozást végül már a kormányzó baloldal sem hagyhatta érdemi reakció nélkül. 1976-ban a kormány féléves tájékoztató kampányt indított, amelyben a szociáldemokraták prominens személyiségei az erőmű felépítése mellett érveltek. A kormányzatot segítette az ellenzék megosztottsága: a konzervatív néppárt támogatta az atomenergia felhasználását, a szélsőjobboldali FPÖ ellenezte azt. 1978-ban Kreisky kancellár úgy érezte, hogy sikerült a közvéleményt a saját oldalára állítania, ezért az atomenergia legitimálását a legmagasabb szintre emelte: 1978. június 22-én a kancellár bejelentette, hogy az atomerőművek körüli vitáknak egyszer és mindenkorra véget vető népszavazást írnak ki.
A népszavazás Ausztria háború utáni történetének első referenduma volt. Az ellenzők és a támogatók is intenzív kampányt folytattak. Kreisky kancellár néhány nappal a szavazás előtt személyes politikai jövőjét összekötötte az atomerőmű sorsával. Az 1978. november 5-én megrendezett népszavazáson azonban a kancellár váratlan vereséget szenvedett: kétharmadot meghaladó részvétel mellett a választók szűk többsége a nukleáris energia felhasználása ellen szavazott. A közvetlenül a befejezés küszöbén álló erőmű építését 1978. november 9-én leállították. December 13-án a parlament alkotmányba foglalta az atomerőművek építésének és beüzemelésének tilalmát. A népszavazást követően sokan arra számítottak, hogy a kezdeményező kancellár belebukik a kudarcba, ám Kreisky megerősödött és alig egy év múlva a baloldal történetének legnagyobb választási sikerét érte el.

### Oktatóközpont
Az erőmű körüli politikai küzdelem az 1980-as években is tartott, a tulajdonosok a kedvező fordulat reményében az épületet üzemkész állapotban tartották. 1980 második felében a közvélemény-kutatások azt jelezték, hogy az osztrákok többsége ezúttal támogatná az erőmű beindítását. Az újból a terv mögé álló szociáldemokraták újabb népszavazást kezdeményeztek az ügyben, a szövetségi parlamentben azonban az ügy nem kapta meg a képviselők ⅔-ának támogatását, így elbukott. Népszavazási tervük kudarca után a tulajdonosok úgy döntöttek, hogy a gyakorlatilag teljesen kész erőművet csendesen leszerelik. A reaktor leszerelt alkatrészeit az azonos tervek alapján épült németországi erőművekbe építették be. Az élettelen erőmű ugyanakkor egyáltalán nem volt kihalt: a létesítményt a németországi Essenben működő erőművi szakembereket képző iskola rendelkezésére bocsátották. Az adminisztrációs épületben 2001-ig a csendőrség iskolája működött, az erőmű mellett pedig rendszeresen katasztrófavédelmi gyakorlatokat tartottak. Az erőmű területén forgattak több filmet, a zwentendorfi iskolák pedig a település belterületén lévő épületeik renoválása idején az erőmű irodaházát használták ideiglenes iskolaként. Az ezredforduló idején zenei fesztiválokat bonyolítottak az atomerőműben.

### Az első kilowattok

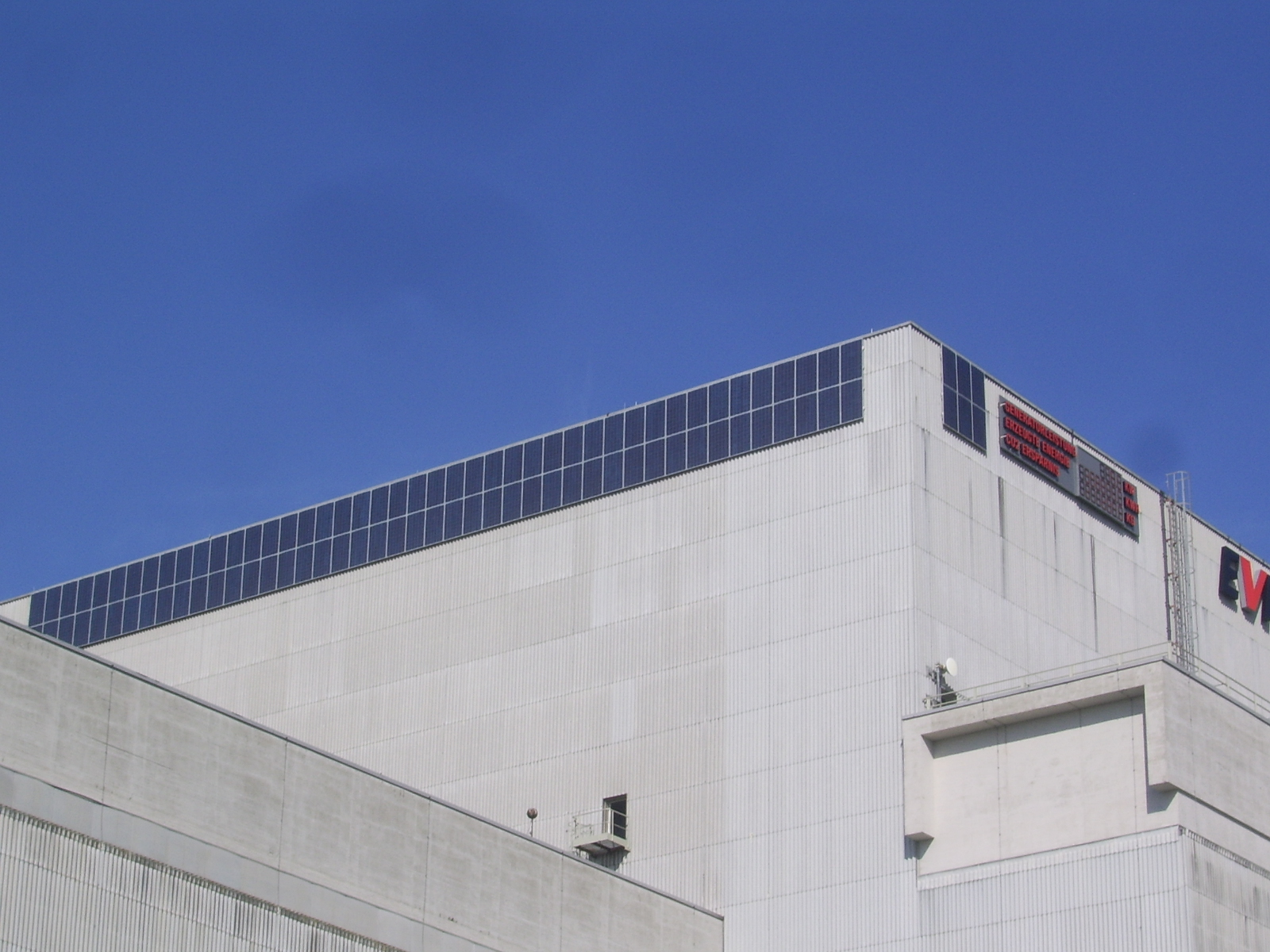
Napelemek a reaktorépület homlokzatán

A létesítmény sorsa 2005-ben újból irányt váltott. Az alsó-ausztriai energiaszolgáltató vállalat (EVN) felvásárolta az erőművet. A következő években az udvaron és a konténment épület homlokzatán 1000 napelemet szereltek föl, amelyek 180 000 kWh éves villamosenergia mennyiség előállítására képesek. A naperőművé átváltoztatott atomerőmű 2009. június 25-én kezdte meg az elektromos áram betáplálását az osztrák hálózatba. 2010-ben az EVN és a Bécsi Műszaki Egyetem megalapította az erőmű területén működő Fotoelektromosság Kutatóközpontot, amelynek napelemei 190 kW teljesítményre képesek.